# Patrimoni dell'umanità del Pakistan
I patrimoni dell'umanità del Pakistan sono i siti dichiarati dall'UNESCO come patrimonio dell'umanità in Pakistan, che è divenuto parte contraente della Convenzione sul patrimonio dell'umanità il 23 luglio 1976.
Al 2020 i siti iscritti nella Lista dei patrimoni dell'umanità sono sei, mentre ventisei sono le candidature per nuove iscrizioni. I primi tre siti iscritti nella lista sono stati nel 1980 le rovine archeologiche a Mohenjo-daro, le rovine buddiste di Takht-i-Bahi e i resti della vicina città a Sahr-i-Bahlol e Taxila, durante la quarta sessione del comitato del patrimonio mondiale. L'anno successivo, nella quinta sessione, il forte e i giardini Shalimar a Lahore e i monumenti storici di Makli, a Thatta sono divenuti il quarto e il quinto sito pakistano riconosciuti dall'UNESCO. Il sesto e più recente patrimonio è stato il Forte Rohtas, aggiunto nel 1997. Tutti i siti sono considerati culturali, secondo i criteri di selezione.

## Siti del Patrimonio mondiale
| Foto | Sito                                                                       | Luogo                | Tipo                        | Anno | Descrizione |
| ---- | -------------------------------------------------------------------------- | -------------------- | --------------------------- | ---- | --- |
|      | Rovine archeologiche a Mohenjo-daro                                        | Distretto di Larkana | Culturale (138; ii, iii)    | 1980 | Le rovine dell'enorme città di Moenjo-daro (costruita interamente in mattoni crudi nel III millennio a.C.) si trovano nella valle dell'Indo. L'acropoli, posta su alti terrapieni, i bastioni e la città bassa, disposta secondo regole rigide, testimoniano un primo impianto urbanistico. |
|      | Taxila                                                                     | Taxila               | Culturale (139; iii, vi)    | 1980 | Dall'antico tumulo neolitico di Saraikala ai bastioni di Sirkap (II secolo a.C.) e alla città di Sirsukh (I secolo d.C.), Taxila illustra le diverse fasi dello sviluppo di una città sull'Indo che è stata alternativamente influenzata dalla Persia, dai regni ellenistici e dell'Asia centrale e che, dal V secolo a.C. fino al II secolo d.C., fu un importante centro di apprendimento buddista. |
|      | Rovine buddiste di Takht-i-Bahi e resti della vicina città a Sahr-i-Bahlol | Distretto di Mardan  | Culturale (140; iv)         | 1980 | Il complesso monastico buddista di Takht-i-Bahi ("Trono delle origini") fu fondato all'inizio del I secolo. Grazie alla sua posizione sulla cresta di un'alta collina, è sfuggita a successive invasioni ed è ancora eccezionalmente ben conservata. Nelle vicinanze si trovano le rovine di Sahr-i-Bahlol, una piccola città fortificata risalente allo stesso periodo. |
|      | Monumenti storici di Makli, Thatta                                         | Thatta               | Culturale (143; iii)        | 1981 | Capitale di tre dinastie successive e in seguito governata dagli imperatori Mughal di Delhi, Thatta fu costantemente abbellita dal XIV al XVIII secolo. I resti della città e della sua necropoli offrono una visione unica della civiltà nel Sindh. |
|      | Forte e giardini Shalimar a Lahore                                         | Lahore               | Culturale (171; i, ii, iii) | 1981 | Questi sono due capolavori dell'epoca della brillante civiltà Mughal, che raggiunse il suo apice durante il regno dell'imperatore Shah Jahan. Il forte contiene palazzi in marmo e moschee decorate con mosaici e dorature. L'eleganza di questi splendidi giardini, costruiti nei pressi della città di Lahore su tre terrazze con logge, cascate e grandi laghetti ornamentali, non ha eguali. |
|      | Forte Rohtas                                                               | Distretto di Jhelum  | Culturale (586; ii, iv)     | 1997 | Dopo la sconfitta dell'imperatore Mughal Humayun nel 1541, Sher Shah Suri costruì un forte complesso fortificato a Rohtas, un sito strategico nel nord dell'attuale Pakistan. Non è mai stato preso d'assalto ed è sopravvissuto intatto fino ai giorni nostri. Le principali fortificazioni sono costituite dalle possenti mura, che si estendono per oltre 4 km; sono fiancheggiate da bastioni e attraversate da porte monumentali. Il forte di Rohtas, chiamato anche Qila Rohtas, è un eccezionale esempio di architettura militare musulmana in Asia centrale e meridionale. |

## Siti candidati
| Foto | Sito                                                                                     | Luogo                         | Tipo                          | Anno       | Descrizione |
| ---- | ---------------------------------------------------------------------------------------- | ----------------------------- | ----------------------------- | ---------- | --- |
|      | Moschea Badshahi                                                                         | Lahore                        | Culturale (1277)              | 14/12/1993 | La moschea e il suo vasto cortile sono sollevati su una piattaforma a cui si accede da est da una bella rampa di 22 gradini, un ingresso eretto di tipo tradizionale Moghul. L'ingresso, che è un edificio a due piani, è riccamente decorato con pannelli incorniciati e intagliati su tutte le sue facciate. |
|      | Moschea Wazir Khan                                                                       | Lahore                        | Culturale (1278)              | 14/12/1993 | La moschea è interamente costruita in mattoni tagliati e rivestiti posati in calce kankar con una magra spolverata di arenaria rossa nel corpo d'ingresso e nel transetto. Le principali caratteristiche strutturali di distinzione sono i quattro minareti angolari, le cinque cupole e il transetto al cancello d'ingresso a est. |
|      | Tombe di Jahangir, Asif Khan e Akbari Sarai                                              | Lahore                        | Culturale (1279)              | 14/12/1993 | La tomba di Jahangir è un mausoleo costruito per Jahangir, che governò l'Impero Moghul dal 1605 al 1627. La tomba di Asif Khan appartiene ad Abul-Hasan ibn Mirza Ghiyas Beg, costruita da Shah Jahan quando Khan morì nel 1641 mentre era impegnato nella lotta contro il forze del ribelle Raja Jagat Singh Pathania. La serie di tombe a cortile aperto chiamate Akbari Sarai è situata tra le tombe di Jahangir e Asif Khan. |
|      | Hiran Minar e serbatoio di Sheikhupura                                                   | Sheikhupura                   | Culturale (1281)              | 14/12/1993 | Costruita in mattoni, la minar (torre) è circolare e si rastrema verso l'alto, che è piatto, con un muro di parapetto. Di fronte al grande minar sul lato est c'è un grande serbatoio con una strada rialzata che conduce al baradari (padiglione) ottagonale costruito nel mezzo. C'è un padiglione quadrato ad ogni angolo con un ingresso al baradari. |
|      | Tomba dello scià Rukn-e-Alam                                                             | Multan                        | Culturale (1282)              | 14/12/1993 | La tomba, costruita nel 1320-24 d.C., si trova all'interno del Forte di Multan. Questo elegante edificio è il primo edificio ottagonale nel subcontinente asiatico meridionale. Le particolarità nella costruzione del Santuario sono le pareti affusolate, le travi di legno orizzontale annegate all'esterno della muratura e il telaio in legno costruito con travi orizzontali e verticali. |
|      | Forte Ranikot                                                                            | Dadu                          | Culturale (1284)              | 14/12/1993 | Il muro di fortificazione del gigantesco del forte Rani Kot è lungo 35 km e collega colline aride. Il forte fu costruito nel primo quarto del XIX secolo. Il muro di fortificazione, che segue i contorni naturali della zona collinare, presenta a intervalli regolari solidi bastioni semicircolari. |
|      | Moschea di Shah Jahan                                                                    | Thatta                        | Culturale (1286)              | 14/12/1993 | La moschea, una pesante struttura in mattoni di semplice costruzione costruita su un basamento in pietra, con pesanti pilastri quadrati e mura massicce, è centrata intorno a un vasto cortile. La camera di preghiera è di dimensioni simili. Entrambi sono coperti da grandi cupole. La moschea contiene la più elaborata esposizione di piastrelle nel subcontinente indiano. |
|      | Tombe di Chaukhandi                                                                      | Karachi                       | Culturale (1287)              | 14/12/1993 | Il cimitero di Chaukhandi si estende su un'area di due miglia quadrate e contiene le tombe di alcuni guerrieri delle famiglie Beluci che si stabilirono in quest'area durante il XVII e il XVIII secolo d.C. Le tombe sono costruite su piattaforme rialzate a forma piramidale con lastre decorative in pietra ricoperte a rilievo con disegni umani e figurativi. |
|      | Sito archeologico di Mehrgarh                                                            | Distretto di Kachhi           | Culturale (1876; iii, iv)     | 30/01/2004 | Il sito archeologico di Mehrgarh è costituito da una serie di bassi tumuli archeologici nella pianura di Kachhi, vicino allo sbocco del Passo Bolan. La maggior parte dei depositi archeologici sono sepolti in profondità sotto gli accumuli alluvionali, anche se in alcune aree si possono vedere strutture in situ che si erodono in superficie. I resti di scavo attualmente esposti nel sito comprendono un complesso di grandi strutture compartimentate in mattoni di fango. |
|      | Sito archeologico di Rehman Dheri                                                        | Distretto di Dera Ismail Khan | Culturale (1877; ii, iv)      | 30/01/2004 | Il sito archeologico di Rehman Dheri è costituito da un tumulo di forma rettangolare che copre circa 22 ettari e si erge a 4,5 metri sopra il campo circostante. Consisteva in un'ampia area rettangolare murata con una rete a griglia di strade e vicoli che divideva l'insediamento in blocchi regolari. |
|      | Sito archeologico di Harappa                                                             | Distretto di Sahiwal          | Culturale (1878; ii, iv)      | 30/01/2004 | Il sito archeologico di Harappa è costituito da una serie di bassi tumuli archeologici e cimiteri a sud di un letto asciutto del fiume Ravi. Anche se copre un'estensione completa di 150 ettari, la proprietà e la sua zona cuscinetto comprendono otto tumuli e due cimiteri, il resto è sepolto in profondità sotto il terreno agricolo circostante e il moderno villaggio di Harappa. |
|      | Sito archeologico di Ranigat                                                             | Distretto di Buner            | Culturale (1879; ii, iv)      | 30/01/2004 | Il famoso sito archeologico buddista di Ranigat si trova a Tehsil Totalai e i suoi resti sono sparsi nella valle lungo il crinale dell'area. I monumenti buddisti di Ranigat avevano attirato l'attenzione di molti ricercatori. |
|      | Editti rupestri di Shahbazgarhi                                                          | Distretto di Mardan           | Culturale (1880; i, ii, vi)   | 30/01/2004 | Gli editti della roccia di Shahbazgarhi sono incisi nella superficie di due grandi massi sul lato di un piccolo affioramento roccioso nella Valle di Peshawar. Registrano quattordici editti dell'imperatore Maurya Aśoka (272-235 a.C.) e rappresentano la prima prova inconfutabile di scrittura in Asia meridionale. Risalenti alla metà del III secolo a.C., sono scritti da destra a sinistra nella scrittura Kharoshthi. |
|      | Editti rupestri di Mansehra                                                              | Mansehra                      | Culturale (1881; ii, iii, vi) | 30/01/2004 | Gli editti della roccia di Mansehra sono incisi nella superficie di tre grandi massi sul lato di uno sperone roccioso vicino alla città di Mansehra. Registrano quattordici editti dell'imperatore Maurya Aśoka (272-235 a.C.) e rappresentano la prima prova inconfutabile di scrittura in Asia meridionale. Risalenti alla metà del III secolo a.C., sono scritti da destra a sinistra nella scrittura Kharoshthi. |
|      | Rocca di Baltit                                                                          | Karimabad                     | Culturale (1882; i, ii)       | 30/01/2004 | La rocca di Baltit si trova a Karimabad, un tempo capitale dello stato di Hunza. Il forte di Baltit sorge su uno sperone appiattito artificialmente sotto il ghiacciaio dell'Ulter Nala. Situato in posizione strategica con una vista dominante sulla valle dello Hunza e sui suoi affluenti, i suoi abitanti controllavano il commercio stagionale attraverso il Karakorum tra l'Asia meridionale e centrale. |
|      | Mausoleo di Bibi Jawindi, Baha'al-Halim e Ustead e tomba e moschea di Jalaluddin Bukhari | Uch Sharif                    | Culturale (1883; ii, iv, vi)  | 30/01/2004 | La proprietà proposta è composta da cinque monumenti nell'area sud-occidentale di Uch Sharif, che rappresentano gli esempi d'architettura più eccezionali della città. Le più antiche sono la tomba e la moschea del XIV secolo d.C. del sufi dell'Asia centrale Syed Jalaluddin Bukhari. Queste strutture sono associate a una serie di tombe a cupola; si dice che il primo sia stato costruito per Baha'al-Halim dal suo allievo, il santo sufi Suharwardiya Jahaniyan Jahangasht (1307-1383 d.C.), il secondo per la grande figlia di quest'ultimo, Bibi Jalwindi, nel 1494 circa, e il terzo per l'architetto di quest'ultimo.                                                                                       |
|      | Tomba dello scià Rukn-e-Alam                                                             | Multan                        | Culturale (1884; iii, iv, vi) | 30/01/2004 | La tomba di Shah Rukn-e-Alam fu costruita dal sovrano Tughlaq di Delhi, Ghiyath al-Din tra il 1320 e il 1324 d.C. Anche se probabilmente destinato a mausoleo della propria dinastia, fu donato alla famiglia del celebre santo sufi dopo la morte di quest'ultimo. La struttura a tre livelli si trova all'interno di un complesso all'estremità nord-occidentale del Forte. |
|      | Porto di Banbhore                                                                        | Distretto di Thatta           | Culturale (1885; iv, v, vi)   | 30/01/2004 | Il sito di Banbhore si trova sulla riva settentrionale del torrente Gharo e presenta una sequenza dal I secolo a.C. al XIII secolo d.C. Mentre le sue fasi precedenti sono impregnate d'acqua, i resti superficiali del sito rappresentano la forma urbana islamica meglio conservata nell'Asia meridionale e il porto medievale meglio conservato della regione. La pianta del porto si compone di cinque zone principali, la più imponente delle quali, un tumulo alto 10 metri, sorge sulla riva del torrente. |
|      | Derawar e i forti del deserto di Cholistan                                               | Distretto di Bahawalpur       | Culturale (6108; iii, v)      | 12/04/2016 | I forti medievali del paesaggio desertico del Cholistan sono un gruppo di una dozzina di fortificazioni, alcune in piedi e altre deteriorate. Il forte di Derawar è il miglior esempio sopravvissuto di questa serie di forti storici, alcuni risalenti all'epoca pre-Mughal, ma tutti restaurati e ampliati dal XVI al XVIII secolo da potenti clan locali. Gli altri forti includono Mirgarh, Jaangarh, Marotgarh, Mojgarh, Dingarh, Khangarh, Khairgarh, Bijnotgarh e Islamgarh. Essi servivano a proteggere e abilitare le rotte delle carovane del deserto: rotte mercantili dall'Asia centrale al cuore del subcontinente e rotte di pellegrinaggio tra La Mecca e l'India.                                         |
|      | Paesaggio culturale di Hingol                                                            | Distretto di Lasbela          | Culturale (6109; iii, vi)     | 12/04/2016 | Hinglaj Mata Mandar è un antico ma vivo paesaggio culturale situato nel Parco nazionale di Hingol sulla costa del Makran del Mar Arabico. Famoso luogo religioso indù, è situato in una grotta di montagna sulla riva del fiume Hingol. Questo è un antico luogo sacro che precede l'invasione araba e l'avvento del sufismo nel Sindh ed è legato alla tradizione Charani del culto della dea. Il Parco nazionale di Hingol contiene una vasta gamma di paesaggi dalle profondità del Mar Arabico all'area intertidale, dalle spiagge e dall'estuario del fiume Hingol ai Monti Dhrun con il suo punto più alto a 1 580 m.                                                                                               |
|      | Paesaggio culturale del sistema dei karez                                                | Belucistan                    | Culturale (6110; ii, iv, v)   | 12/04/2016 | Il sistema dei karez del deserto del Belucistan è un vivace esempio di un approccio antico e ancora funzionale alla gestione dell'acqua su base comunitaria in un paesaggio arido. La tecnologia di irrigazione karez è stata sviluppata in aree aride e semiaride dall'India e dalla Cina occidentale attraverso il Medio Oriente fino al Nord Africa. Un gruppo di quattro karez rappresentativi viene proposto per l'inclusione nella lista dei siti candidati: Karez di Spin Tangi e Karez di Chashma Achozai nel distretto di Quetta, Karez di Ulasi nel distretto di Pishin e Karez di Kandeel a Muslim Bagh nel distretto di Killa Saifullah.                                                                      |
|      | Paesaggio culturale di Nagarparkar                                                       | Nagarparkar                   | Culturale (6111; iii, iv)     | 12/04/2016 | Il paesaggio di Nagarparkar è stato per secoli un importante centro della religione e della cultura giainista. I giainisti erano mercanti marittimi e consulenti finanziari dei Rajput, dei Moghul e dei Sultani di Delhi. Le colline di Karunjhar erano un luogo di pellegrinaggio chiamato Sardhara dove c'è un tempio giainista di Mahadeve e una piscina rituale. Le colline contengono molti luoghi sacri associati ai muni giainisti, seguaci di Mahavira e Parsanatha, dove monaci Yogi e giainisti pregavano e praticavano l'ascetismo. La ricchezza della comunità giainista si rifletteva nella ricchezza dei loro templi.                                                                                      |
|      | Parco nazionale del Karakoram centrale                                                   | Distretto di Skardu           | Naturale (6112; viii, ix)     | 12/04/2016 | Il Parco nazionale del Karakoram centrale è un luogo di superlativi: il parco più alto del mondo, racchiude al suo interno sessanta cime oltre i 7 000 m e dieci delle montagne più alte e famose del mondo tra cui quattro cime oltre gli 8 000 m e il K2, la seconda vetta più alta del mondo. |
|      | Parco nazionale di Deosai                                                                | Distretto di Astore           | Naturale (6115; ix, x)        | 12/04/2016 | Il Parco nazionale di Deosai si trova dove due province biogeografiche si fondono, negli altopiani dell'Himalaya e del Karakorum-Pamir e di conseguenza è un luogo di biodiversità molto ricca. È riconosciuto come un sito di importanza internazionale per la protezione e la conservazione dell'orso bruno himalayano, una specie in pericolo di estinzione. L'altopiano di Deosai ospita l'unica popolazione stabile della regione ed è importante per la sua sopravvivenza. Deosai e il lago Sheosar formano una delle zone umide d'acqua dolce più alte del mondo. Il freddo ambiente alpino è importante per la sua variegata flora e la ricca varietà di specie.                                                  |
|      | Foresta di ginepri di Ziarat                                                             | Distretto di Ziarat           | Naturale (6116; x)            | 12/04/2016 | L'area di Ziarat ospita la più grande area di foresta di ginepro in Pakistan, che copre circa 110 000 ettari e si ritiene che sia la seconda più grande al mondo del suo genere. La specie rappresentata (Juniperus excelsa polycarpus) si trova in tutta l'Asia centrale, con il Belucistan come limite orientale. L'ecosistema della foresta di ginepri di Ziarat si trova all'incrocio di cinque zone biogeografiche; le specie che costituiscono la copertura vegetale offrono quindi una combinazione unica di cinque diversi tipi di vegetazione. L'ambiente montuoso della foresta fornisce un habitat per specie selvatiche in via di estinzione, tra cui l'orso nero himalayano e la capra selvatica di Markhor. |
|      | Salt Range e miniera di sale di Khewra                                                   | Punjab                        | Misto (6118; v, viii)         | 12/04/2016 | La Salt Range rappresenta un libro aperto di geologia con rocce stratificate riccamente fossilifere. Tutti gli strati sono chiaramente esposti e questa qualità della stratigrafia offre anche eccellenti opportunità per apprezzare le caratteristiche tettoniche in campo. Questo paesaggio montuoso ha fatto da sfondo a migliaia di anni di eventi storici, cerimonie religiose e contemplazioni, eserciti in marcia e al passaggio di nuove idee e popoli. Nel corso di questi millenni il sale nel cuore della montagna è stato scavato per l'uso e il commercio cambiando le comunità poiché le miniere di sale di Khewra hanno collegato la natura alla cultura nella catena del sale.                            |